# Maximilian de Angelis
Maximilian de Angelis (ur. 2 października 1889 w Budapeszcie, zm. 6 grudnia 1974 w Grazu) – oficer austro-węgierski, generał artylerii Wehrmachtu.

## Życiorys
W 1908 wstąpił do Terezjańskiej Akademii Wojskowej. 1 września 1910 został mianowany na stopień podporucznika i wcielony do Pułku Armat Polowych Nr 42 w Wiedniu (od 1912 w Steyr). W szeregach tego pułku walczył w czasie I wojny światowej (od 1916 oddział nosił nazwę „Pułk Armat Polowych Nr 3”, a później „Pułk Artylerii Polowej Nr 3”). Na stopień porucznika został mianowany 1 sierpnia 1914, a na stopień kapitana 1 maja 1917. Od 1920 służył w armii austriackiej (niem. Bundesheer).
Od 1938 w Wehrmachcie, 1 kwietnia tego roku otrzymał stopień generała majora i dowództwo nad 76 Dywizją Piechoty. Od stycznia 1942 oddelegowany do XXXXIV Korpusu Armijnego. W lutym tegoż roku otrzymuje Krzyż Rycerski.
Od 22 listopada do 19 grudnia 1943 oraz od 8 kwietnia do 17 lipca 1944 dowodził 6 Armią. W lipcu 1944 objął dowództwo 2 Armii Pancernej i sprawował je do wiosny 1945.
Zatrzymany 9 maja 1945 przez amerykańskie siły zbrojne. W dniu 4 kwietnia 1946 przekazany stronie jugosłowiańskiej i skazany na 20 lat pozbawienia wolności. Następnie przekazany do Związku Radzieckiego i dwukrotnie skazany na 25 lat więzienia. Zwolniony z niewoli w 1955. Początkowo mieszkał w Hanowerze. Po powrocie do Austrii zamieszkał w mieście Graz, gdzie zmarł 6 grudnia 1974. 

## Odznaczenia
- Krzyż Zasługi Wojskowej[3]
  - I klasy z mieczami i dekoracją wojenną
- Medal Zasługi Wojskowej[3]
  - Srebrny z mieczami i dekoracją wojenną
  - Brązowy z mieczami i dekoracją wojenną
- Krzyż Wojskowy Karola[3]
- Krzyż Honorowy
- Krzyż Żelazny (1939) 
  - II klasy
  - I klasy
- Medal za Kampanię Zimową na Wschodzie 1941/1942
- Order Michała Walecznego
  - III klasy (19 września 1941)
- Krzyż Rycerski Krzyża Żelaznego z Liśćmi Dębu
  - Krzyż Rycerski Krzyża Żelaznego (9 lutego 1942)
  - Liście Dębu (12 listopada 1943)